# Opération Doppelschlag
Opérations navales dans l'Arctique durant la Seconde Guerre mondiale
Batailles
Bataille de l'Atlantique (1939-1945)
L'Opération Doppelschlag était un plan de sortie en océan Arctique effectuée par la Kriegsmarine en septembre 1942 pendant la Seconde Guerre mondiale pour attaquer le convoi PQ 18 des Alliés occidentaux pour ravitailler l'URSS à Arkhangelsk. L'opération fait suite à l'Opération Rösselsprung, contre le convoi PQ 17 de juillet 1942.

## Contexte
À la suite du succès de la Kriegsmarine sur le convoi PQ 17, cell-ci tenait à répéter le coup contre tout autre convoi allié, afin d'étouffer la route d'approvisionnement vers l'Union soviétique pour aider les opérations militaires allemandes. À cette fin, ils ont prévu une évolution similaire afin d'amener une grande force de capital ship et de destroyers contre le prochain convoi de ravitaillement pour le détruire. Les commandants des forces de surface étaient déçus de ne pas avoir pu prendre une part plus active à l'attaque du convoi PQ 17 et étaient déterminés à faire mieux la prochaine fois.
Les Alliés voulaient éviter de diriger un autre convoi dans le jour polaire de l'été arctique et reportèrent donc le passage du convoi PQ 18 à plus tard dans l'année. Ainsi, les forces allemandes ont passé plus de deux mois en état de préparation avant le départ du PQ 18 au début de septembre 1942.

## Planification
À ses débuts, l' Opération Doppelschlag ressemblait à  l' Opération Rösselsprung en ce sens que les forces impliquées attendaient dans leurs bases jusqu'à ce qu'un convoi soit détecté, tandis qu'une ligne de patrouille de sous-marins (nom de code "Ice Palace") était stationnée dans la mer de Norvège pour donner alerte précoce de toute approche de convois.

Tracé du convoi PQ 18

Une fois le convoi détecté, les navires allemands naviguèrent vers le nord jusqu'à Altafjord, pour attendre l'ordre de sortie et d'attaquer. L'extrême sensibilité à la possibilité de perdre un capital ship lors d'un engagement avec la flotte alliée signifiait que seul Hitler pouvait donner l'autorisation pour la deuxième étape, la sortie dans la mer de Barents. Une fois sortis, les navires se divisèrent en deux groupements tactiques pour attaquer le convoi de différents côtés. Il était envisagé que le premier groupe engagerait les unités de guerre du convoi, tandis que le second attaquerait les navires marchands sans opposition sérieuse. C'est ce «double coup» intentionnel qui a inspiré le nom opérationnel.
Les forces destinées à prendre part à l'opération étaient les deux croiseurs lourds Admiral Scheer et Admiral Hipper, le croiseur léger Köln et six destroyers. D'autres navires capitaux allemands basés en Norvège, le cuirassé Tirpitz et le croiseur lourd Lützow n'étaient pas disponibles pour l'opération car les deux subissaient des réparations depuis la fin de l'Opération Rosselsprung.

## Opération
Le PQ 18 a quitté l'Islande le 7 septembre 1942. Il a été aperçu le 8 septembre par un avion à longue portée, et de nouveau le 10 septembre par un U-boot "Ice Palace". Le 10 septembre, les navires de l'Opération Doppelschlag ont quitté le port de Narvik pour se diriger vers le nord jusqu'à Altenfjord. En cela, ils ont été aperçus par des sous-marins britanniques en patrouille et l'un d'eux, Tigris a monté une attaque, mais sans succès. Les navires sont arrivés à Altenfjord tôt le lendemain.
À partir de ce moment, les commandants du Doppelschlag , le vice-amiral Oskar Kummetz sur Admiral Scheer et le vice-amiral Otto Ciliax à terre, ont fait pression pour obtenir l'autorisation de sortie. Mais l'insistance d'Hitler, sur le fait qu'aucun dommage ne devrait arriver aux navires, a restreint leur liberté d'action. Le Großadmiral Erich Raeder a annulé l'opération. Ainsi, l'attaque du convoi PQ 18 a été laissée à la Luftwaffe et aux U-Boote.

## Conséquences
La flotte de surface allemande n'a eu que peu d'effet sur le passage du PQ 18, bien que la menace potentielle qu'il posait ait forcé un lourd engagement des navires escorteurs alliés.
La prochaine opportunité d'attaque par des navires de surface allemands viendrait en décembre, lorsque l'Opération Regenbogen, suivant un plan similaire à celui de Doppelschlag, a été montée contre le convoi JW 51B. Cela entraînerait la bataille de la mer de Barents du 31 décembre 1942.